# Enoplida
Enoplida to rząd nicieni obejmujący rodziny:
- Anoplostomatidae
- Anticomidae
- Enoplidae
- Eurystominidae
- Ironidae
- Lauratonematidae
- Leptosomatidae
- Oncholaimidae
- Oxystominidae
- Paroxystominidae
- Phanodermatidae
- Symplocostomatidae
- Thoracostomopsidae
- Trefusiidae
- Triodontolaimidae